# 周厚澄
周厚澄，GBS，OBE，BH，JP（1937年—2017年8月7日），廣東潮阳人，香港荃灣區議會前主席，人稱「荃灣市長」。

## 簡歷
周厚澄在公共及社區服務方面，表現卓越，尤其致力服務荃灣區。周厚澄在擔任荃灣區議會主席期間，促進了地區與政府之間的溝通。同時，他大力支持多項社區建設和慈善活動，建樹良多。周厚澄早年就讀德明中學，為該校第10屆校友，但並非該校畢業生。

### 公職
- 社區體育事務委員會主席
- 深圳市政协委员
- 廉政公署社区关係市民咨询委员会委员
- 香港潮州商会永远会长
- 特區政府體育委員會委員
- 新界鄉議局當然執行議員
- 仁濟醫院顧問局名譽主席
- 2008北京奧運馬術比賽香港基金委員會委員
- 香港康體發展局成員
- 香港足球總會名譽顧問
- 荃灣足球會會長
- 香港公益金名誉副会长
- 玛嘉烈医院管治委员会委员
- 香港新机场及有关工程咨询委员会委员
- 香港教育署教育奖学基金委员会主席
- 汕头海外联谊会名誉会长
- 江苏省发展体育基金委员会顾问。
- 荃灣區議會主席[3]
- 荃灣區議會委任議員
- 香港潮州商會會長
- 港事顧問
- 臨時區域市政局議員
- 公民教育委員會成員
- 向捨身救人者家屬提供經濟援助委員會成員
- 民眾安全服務隊副處長等

### 其他事務
周厚澄亦曾於2008年5月任北京2008年奧運會香港區火炬接力火炬手之一。

## 名下馬匹
周厚澄是香港賽馬會會員，名下馬匹有「荃城光輝」（與周鎮榮合夥擁有）、「荃城精英」、「荃城歡欣」，遺孀馬舜玲亦有名下馬「荃程路通」。

## 榮譽
- 英女皇颁授荣誉奖章(1981年)
- 非官守太平紳士 (1983年)
- 官佐勳章(1984年)
- 銀紫荊星章 (2001年)
- 金紫荊星章 (2006年)